# Khoixeútovo
Khoixeútovo (en rus: Хошеутово) és un poble de l'óblast d'Astracan, a Rússia, segons el cens del 2014 tenia 2.300 habitants.